# Viniansky hradný vrch
Viniansky hradný vrch este o arie protejată (arie specială de conservare — SAC, sit de importanță comunitară — SCI) din Slovacia întinsă pe o suprafață de 51,95 ha, integral pe uscat.

## Localizare
Centrul sitului Viniansky hradný vrch este situat la coordonatele 48°49′14″N 21°57′03″E / 48.820485°N 21.950922°E.

## Înființare
Situl Viniansky hradný vrch a fost declarat sit de importanță comunitară în septembrie 2017 pentru a proteja 7 specii de animale. Situl a fost protejat și ca arie specială de conservare în octombrie 2017.

## Biodiversitate
Situată în ecoregiunea alpină, aria protejată conține 5 habitate naturale: Tufărișuri subcontinentale peripanonice, Roci stâncoase cu vegetație pionieră de Sedo-Scleranthion sau Sedo albi-Veronicion dillenii, Pajiști stepice subpanonice, Păduri panonice cu Quercus petraea și Carpinus betulus, Păduri panonice cu Quercus pubescens.
La baza desemnării sitului se află mai multe specii protejate de  nevertebrate (7): croitorul mare al stejarului (Cerambyx cerdo), Euplagia quadripunctaria, rădașcă (Lucanus cervus), Odontopodisma rubripes, Pholidoptera transsylvanica, Rosalia alpina, Stenobothrus eurasius.